# Yacine Titraoui
Yacine Titraoui (in arabo ياسين تيطراوي‎?; 26 luglio 2003) è un calciatore algerino, centrocampista del Charleroi e della nazionale algerina.

## Carriera

### Club
Cresciuto nel settore giovanile del Paradou AC, debutta in prima squadra il 9 agosto 2021 in occasione del match di Ligue 1 perso 2-1 contro l'USM Alger. Una settimana più tardi realizza la sua prima rete nell'incontro casalingo perso 3-2 contro l'NA Hussein Dey.
Nel 2024 si trasferisce al Charleroi, club della prima divisione belga.

### Nazionale
Ha giocato nella nazionale algerina Under-20.
Nel novembre 2021 viene convocato dal CT della nazionale maggiore algerina per disputare la Coppa araba FIFA 2021. Fa il suo esordio assoluto il 1º dicembre seguente rimpiazzando Hillal Soudani all'87' del match vinto 4-0 contro il Sudan.

## Statistiche
Statistiche aggiornate al 12 luglio 2024.

### Presenze e reti nei club
| Stagione        | Squadra         | Campionato      | Campionato | Campionato | Coppe nazionali | Coppe nazionali | Coppe nazionali | Coppe continentali | Coppe continentali | Coppe continentali | Altre coppe | Altre coppe | Altre coppe | Totale | Totale | Totale |
| Stagione        | Squadra         | Comp            | Pres       | Reti       | Comp            | Pres            | Reti            | Comp               | Pres               | Reti               | Comp        | Pres        | Reti        | Pres   | Reti   |        |
| --------------- | --------------- | --------------- | ---------- | ---------- | --------------- | --------------- | --------------- | ------------------ | ------------------ | ------------------ | ----------- | ----------- | ----------- | ------ | ------ | ------ |
| 2020-2021       | Paradou AC      | L1              | 4          | 1          | CA              | 0               | 0               |                    | -                  | -                  |             | -           | -           | 4      | 1      |        |
| 2021-2022       | Paradou AC      | L1              | 28         | 2          | CA              | 0               | 0               |                    | -                  | -                  |             | -           | -           | 28     | 2      |        |
| 2022-2023       | Paradou AC      | L1              | 26         | 2          | CA              | 0               | 0               |                    | -                  | -                  |             | -           | -           | 26     | 2      |        |
| 2023-2024       | Paradou AC      | L1              | 27         | 7          | CA              | 1               | 0               |                    | -                  | -                  |             | -           | -           | 28     | 7      |        |
| Totale Paradou  | Totale Paradou  | Totale Paradou  | 85         | 12         |                 | 1               | 0               |                    | -                  | -                  |             | -           | -           | 86     | 12     |        |
| Totale carriera | Totale carriera | Totale carriera | 85         | 12         |                 | 1               | 0               |                    | -                  | -                  |             | -           | -           | 86     | 12     |        |

### Cronologia presenze e reti in nazionale
| Cronologia completa delle presenze e delle reti in nazionale ― Algeria | Cronologia completa delle presenze e delle reti in nazionale ― Algeria | Cronologia completa delle presenze e delle reti in nazionale ― Algeria | Cronologia completa delle presenze e delle reti in nazionale ― Algeria | Cronologia completa delle presenze e delle reti in nazionale ― Algeria | Cronologia completa delle presenze e delle reti in nazionale ― Algeria | Cronologia completa delle presenze e delle reti in nazionale ― Algeria | Cronologia completa delle presenze e delle reti in nazionale ― Algeria |
| Data                                                                   | Città                                                                  | In casa                                                                | Risultato                                                              | Ospiti                                                                 | Competizione                                                           | Reti                                                                   | Note                                                                   |
| ---------------------------------------------------------------------- | ---------------------------------------------------------------------- | ---------------------------------------------------------------------- | ---------------------------------------------------------------------- | ---------------------------------------------------------------------- | ---------------------------------------------------------------------- | ---------------------------------------------------------------------- | ---------------------------------------------------------------------- |
| 1-12-2021                                                              | Ar Rayyan                                                              | Algeria                                                                | 4 – 0                                                                  | Sudan                                                                  | Coppa araba FIFA 2021 - 1º turno                                       | -                                                                      | 87’                                                                    |
| 7-12-2021                                                              | Al Wakrah                                                              | Algeria                                                                | 1 – 1                                                                  | Egitto                                                                 | Coppa araba FIFA 2021 - 1º turno                                       | -                                                                      | 90+1’ 90+6’                                                            |
| Totale                                                                 |                                                                        | Presenze                                                               | 2                                                                      |                                                                        | Reti                                                                   | 0                                                                      |                                                                        |

## Palmarès

### Nazionale
- Coppa araba FIFA: 1

Qatar 2021